# Giải thưởng Hội chợ sách Leipzig

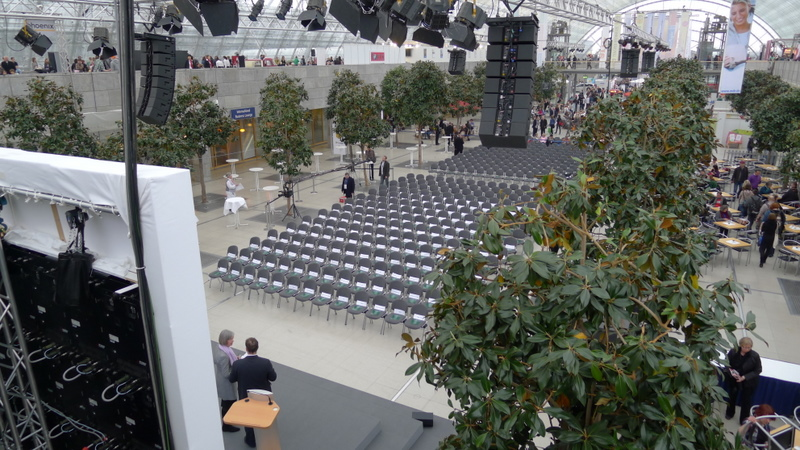
Hội chợ Sách Leipzig, Phòng nhà kính, nhìn từ trên xuống

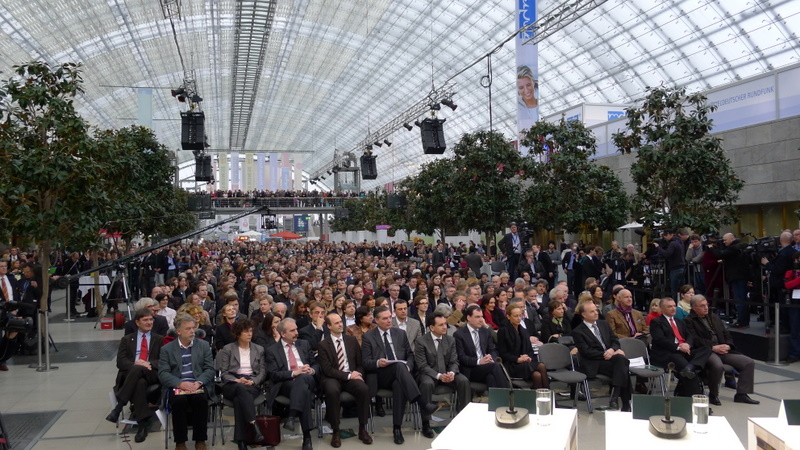
Các khách tham dự

Giải thưởng Hội chợ sách Leipzig (tiếng Đức: Preis der Leipziger Buchmesse) là một giải thưởng hàng năm của Hội chợ sách Leipzig dành cho những tác phẩm văn học xuất sắc mới phát hành thuộc 3 thể loại: "Hư cấu", "Không hư cấu" và "Dịch".
Giải này được sự hỗ trợ của thành phố Leipzig, bang tự do Sachsen cùng "Literarischen Colloquium Berlin" (Hội thảo văn học Berlin), và được coi là giải thưởng sách quan trọng thứ nhì của Đức, sau Giải Sách Đức". Khoản tiền thưởng của mỗi thể loại sách là 15.000 euro.

## Các sách đoạt giải
2005
- Hư cấu: Terézia Mora, Alle Tage
- Không hư cấu: Rüdiger Safranski, Schiller oder die Erfindung des Deutschen Idealismus
- Dịch: Thomas Eichhorn, dịch Fredy Neptune của Les Murray

2006
- Hư cấu: Ilija Trojanow, Der Weltensammler
- Không hư cấu: Franz Schuh, Schwere Vorwürfe. Schmutzige Wäsche
- Dịch: Ragni Maria Gschwend, dịch Gli esordi của Antonio Moresco

2007
- Hư cấu: Ingo Schulze, Handy
- Không hư cấu: Saul Friedländer, Das Dritte Reich und die Juden 2. Die Jahre der Vernichtung 1939–1945 (tiếng Anh: The Years of Extermination: Nazi Germany and the Jews, 1939-1945)
- Dịch: Swetlana Geier, dịch Подросток (tiếng Anh: The Raw Youth) của Fyodor Dostoyevsky

2008
- Hư cấu: Clemens Meyer, Die Nacht, die Lichter
- Không hư cấu: Irina Liebmann, Wäre es schön? Es wäre schön!
- Dịch: Fritz Vogelgsang, dịch Tirant lo Blanc của Joanot Martorell

2009
- Hư cấu: Sibylle Lewitscharoff, Apostoloff
- Không hư cấu: Herfried Münkler, Die Deutschen und ihre Mythen
- Dịch: Eike Schönfeld, dịch Humboldt's Gift của Saul Bellow

2010
- Hư cấu: Georg Klein, Roman unserer Kindheit
- Không hư cấu: Ulrich Raulff, Kreis ohne Meister. Stefan Georges Nachleben
- Dịch: Ulrich Blumenbach, dịch Unendlicher Spaß của David Foster Wallace

2011
- Hư cấu: Clemens J. Setz, Die Liebe zur Zeit des Mahlstädter Kindes
- Không hư cấu: Henning Ritter, Notizhefte
- Dịch: Barbara Conrad, dịch War and Peace của Leo Tolstoy

2012
- Hư cấu: Wolfgang Herrndorf, Sand
- Không hư cấu: Jörg Baberowski, Verbrannte Erde. Stalins Herrschaft der Gewalt
- Dịch: Aus dem Ungarischen von Christina Viragh, dịch Parallelgeschichten

của Péter Nádas
2013
- Hư cấu: David Wagner, Leben
- Không hư cấu: Helmut Böttiger, Die Gruppe 47. Als die deutsche Literatur Geschichte schrieb
- Dịch: Eva Hesse, dịch Die Cantos của Ezra Pound

2014
- Hư cấu: Saša Stanišić, Vor dem Fest
- Không hư cấu: Helmut Lethen, Der Schatten des Fotografen
- Dịch: Robin Detje, dịch Europe Central của William T. Vollmann